# 老婆餅
老婆餅（ラオポービン）とは、皮が小麦粉製で、内側に熟した冬瓜の餡ともち粉が入った餅菓子である。
漢字表記では冬蓉酥とも書かれ、英語圏では「スイートハートケーキ」とも呼ばれることがある。
老婆餅は中国の広東省に起源を持つが、現代の広東省では徐々に見かけなくなり、香港や台湾で最も一般的に見られている。外観は基本的に円形であり、外側はサクサクしたパイ生地で覆われている。もともと冬瓜餡は淡白で味が薄いが、砂糖を加えることで甘くなり、バタークリームを加えた洋風のバージョンも存在する。

## 起源
起源には諸説あるが、今でもハッキリされていない。以下の3つが最も信じられている：
1. 昔、ある裕福な夫婦がいた。妻が冬瓜を使って餡を作り、それを丸い形にして餅にし、夫が市場で売り始めると、大変人気を集めた。夫はその餅に「老婆餅」と名付けたと言われている。
2. 昔、ある妻の家族の長老が病気になり、薬が手に入らなかったため、妻は自分を売って助けることを決意した。深く妻を愛していた夫は、妻を買い戻すためにおいしい餅を開発し、その売り上げで、妻を助けた。このため、後にこの餅は「老婆餅」と呼ばれるようになったと言われている。
3. 広州の「蓮香楼」で初めて作られ、早い時期に「蓮香楼」は潮州出身の点心職人を雇い、その職人が故郷で作っていた揚げ冬瓜の砂糖漬けを持ち込んで、ほかの職人たちに教えたと言われている[1][2]。

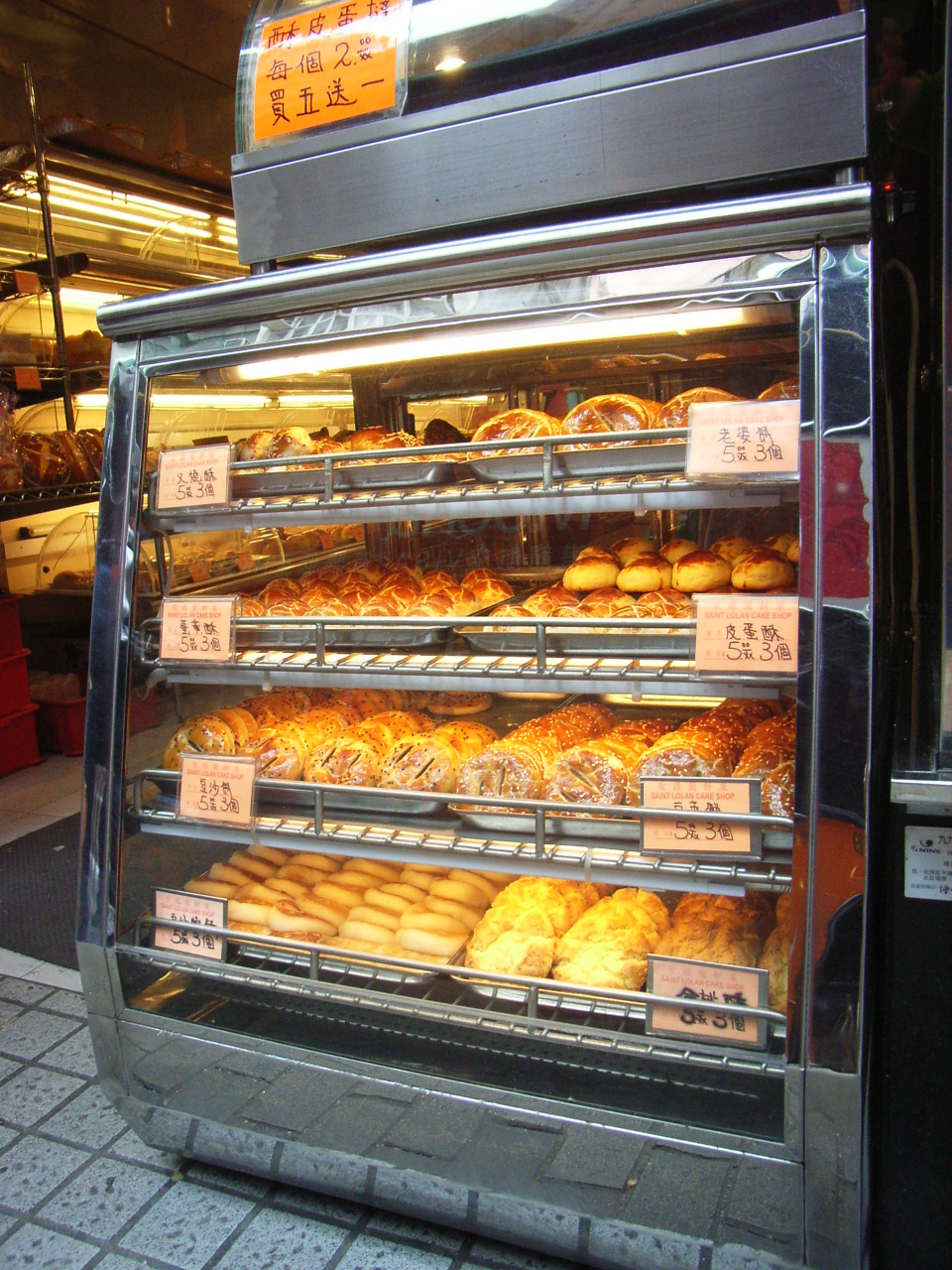
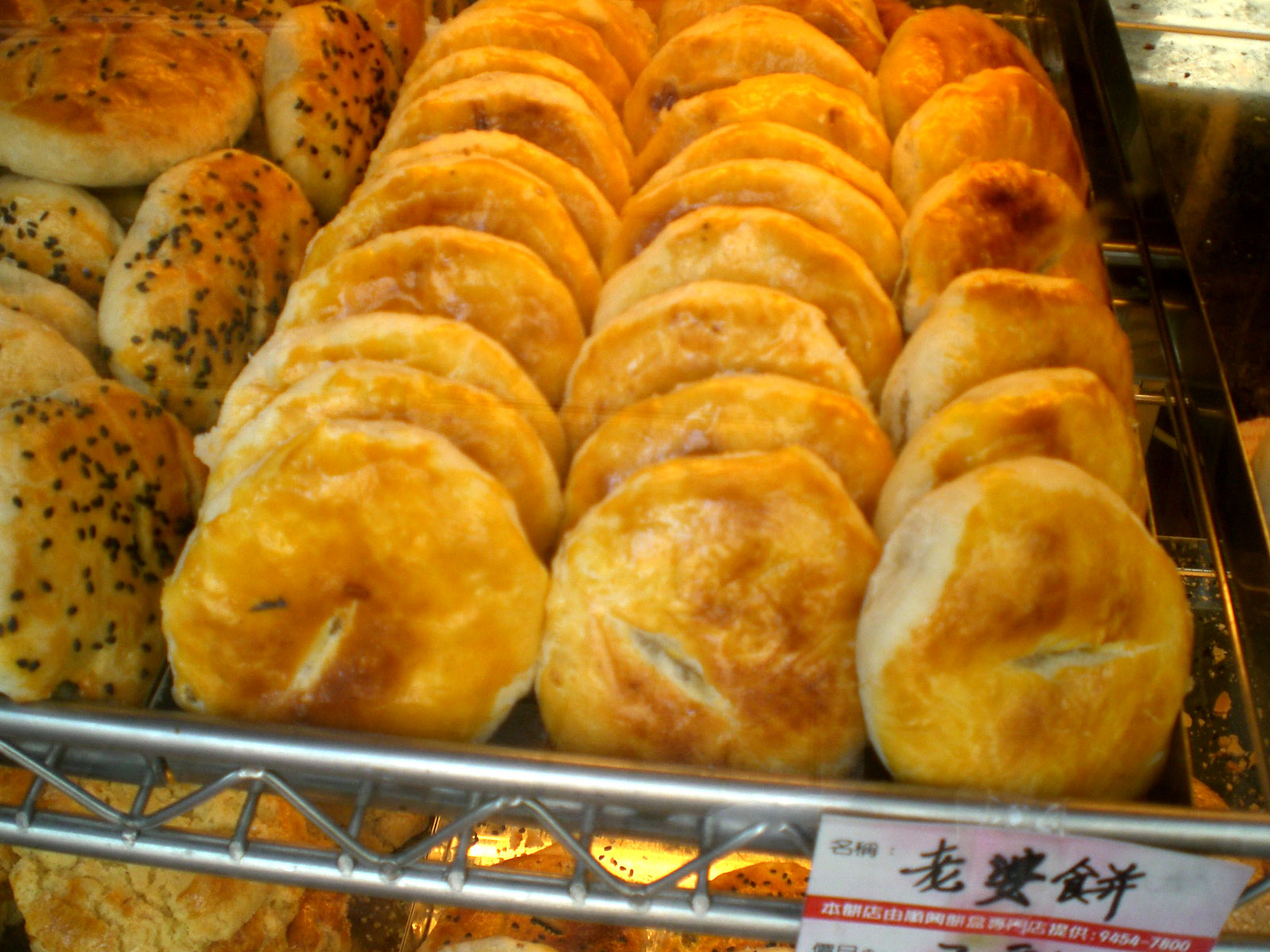
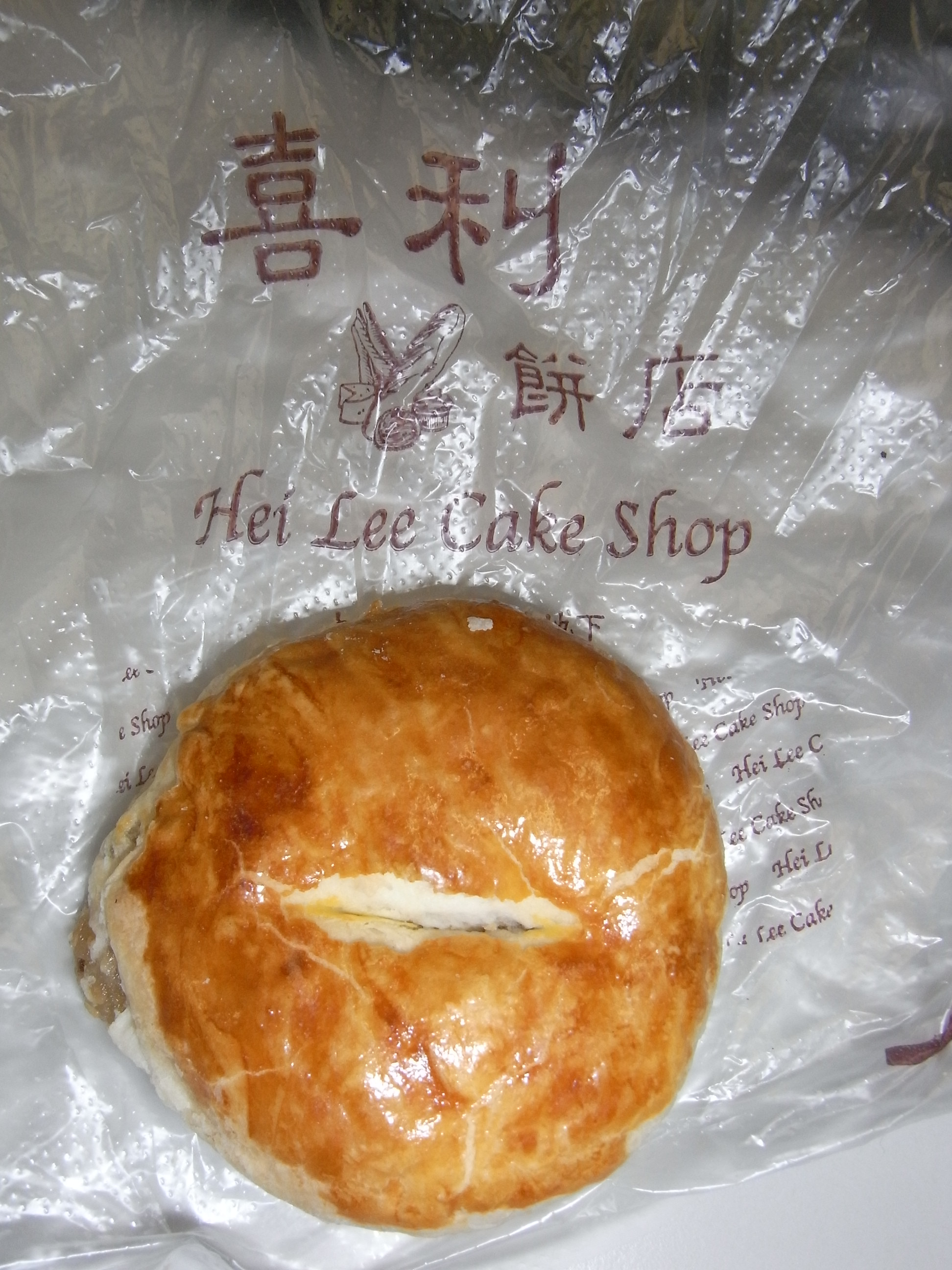
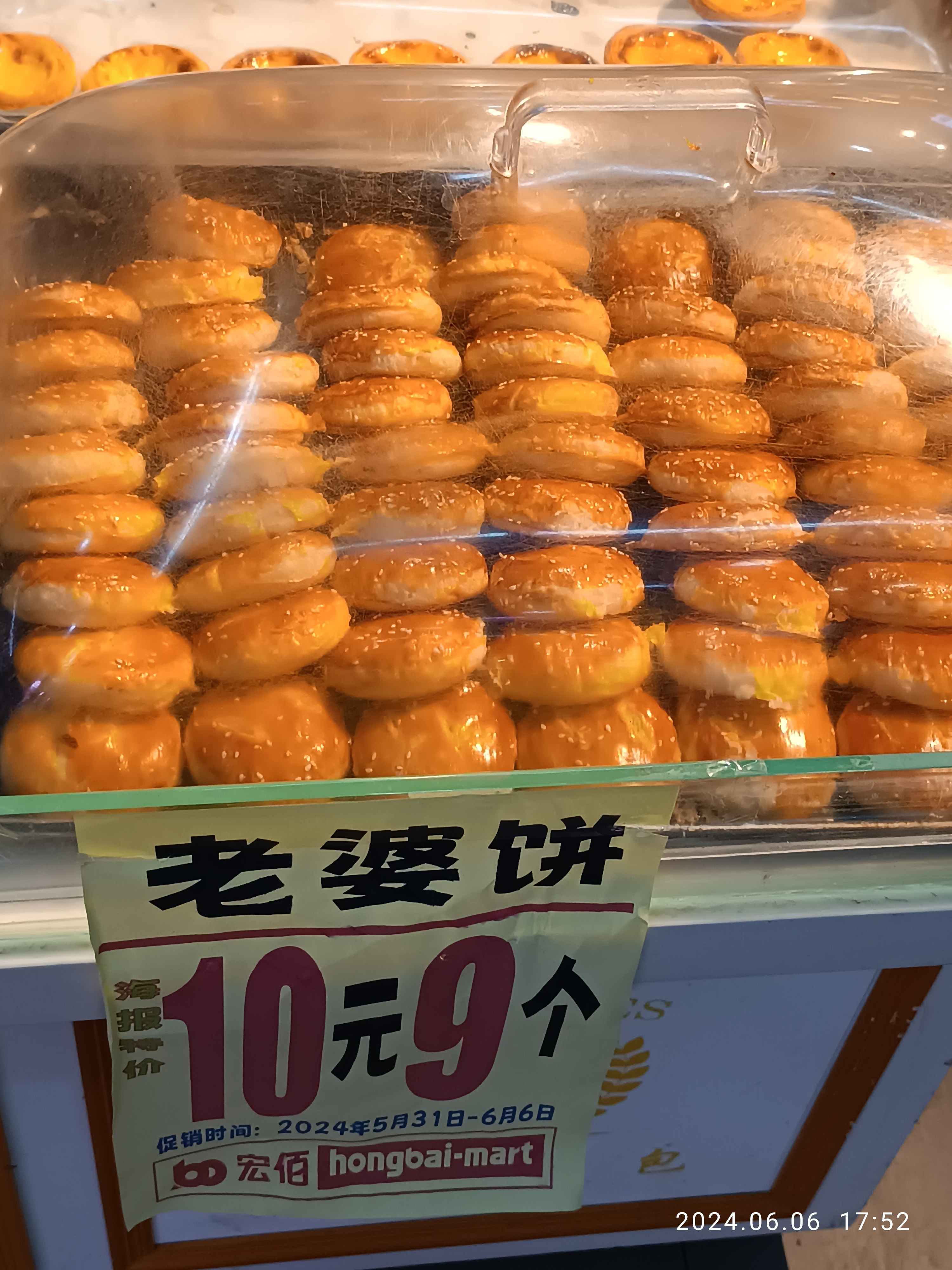
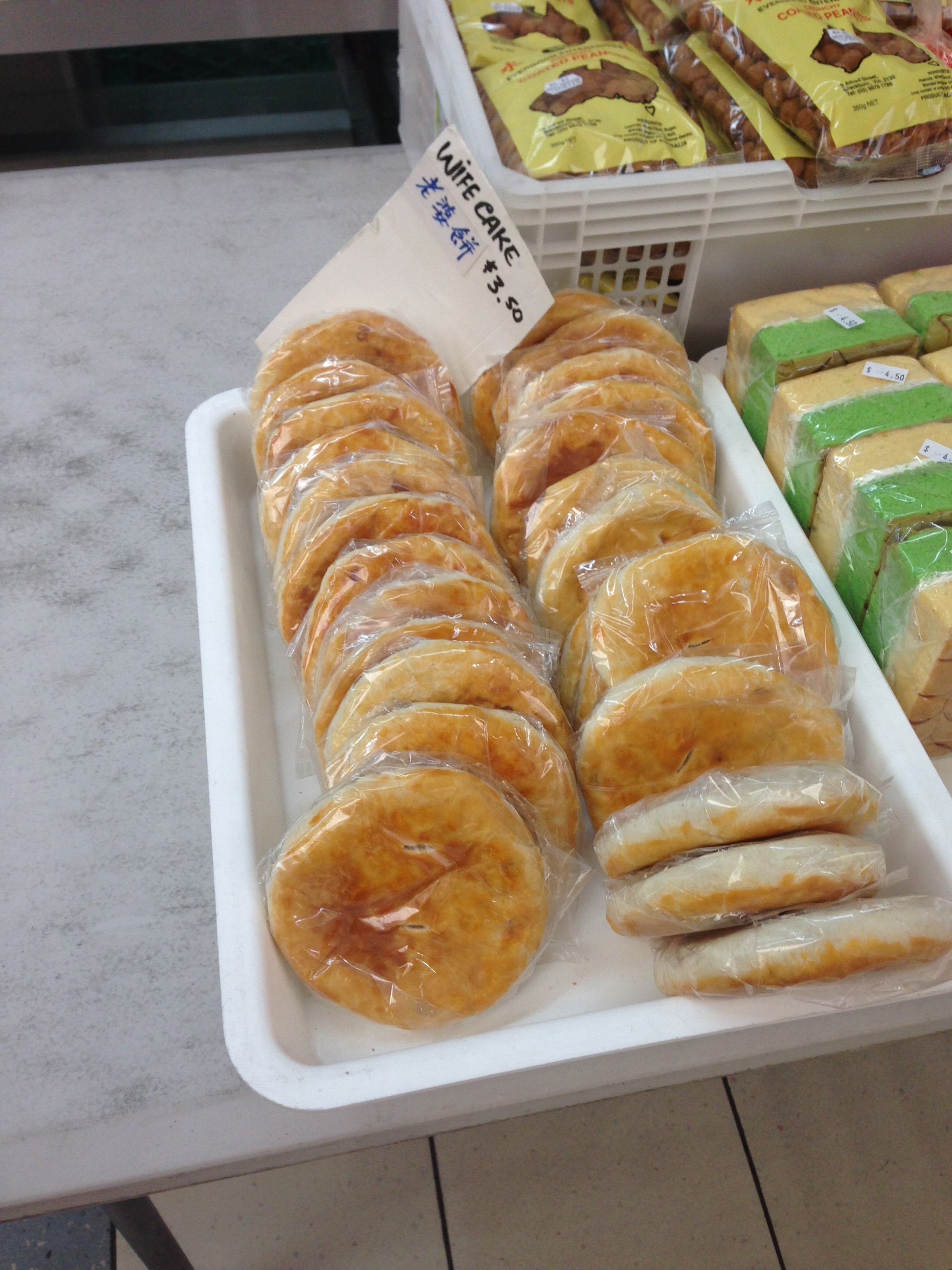
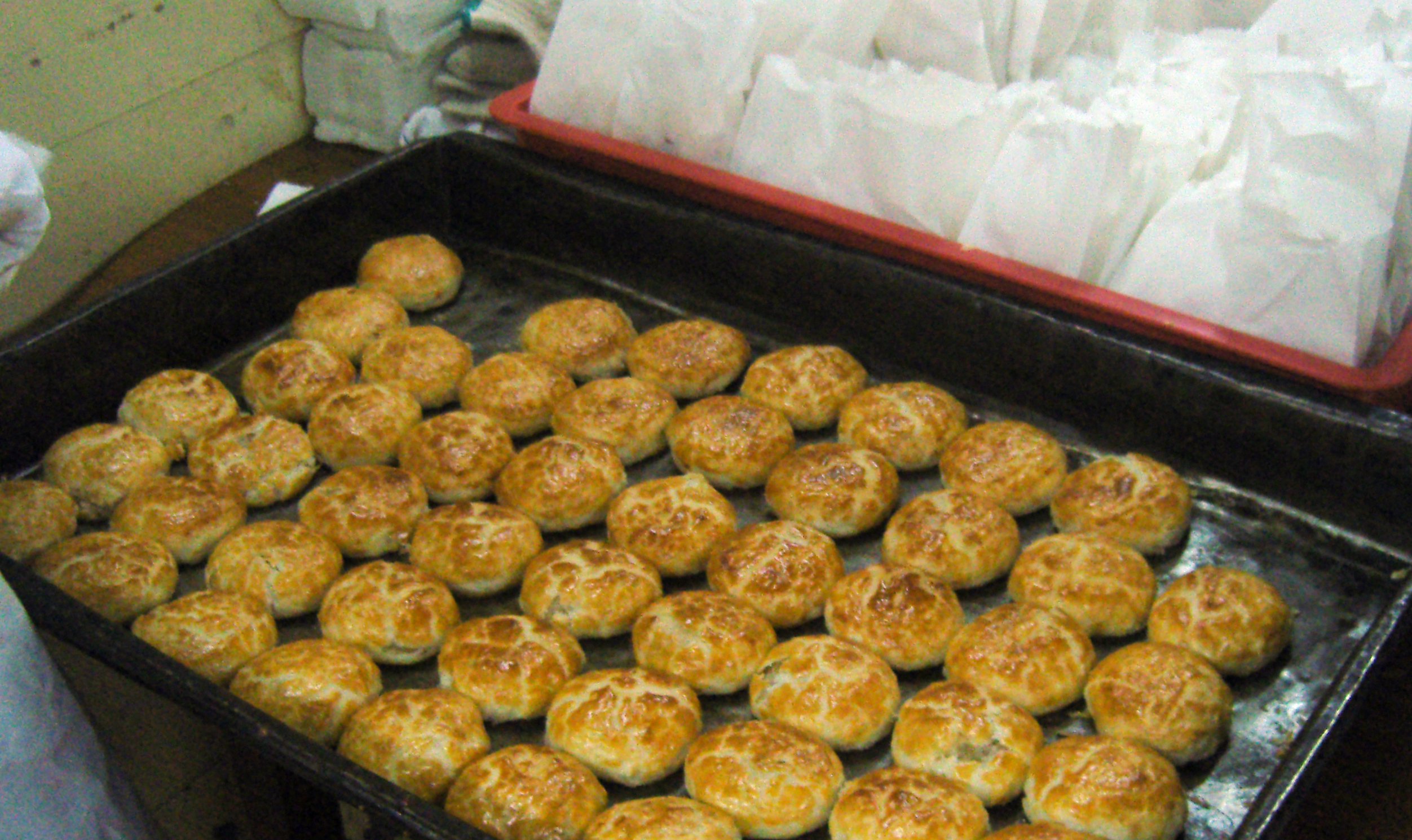